# Lesmesodon
Lesmesodon — викопний рід гієнодонтид, який жив у період раннього та середнього еоцену. Він був знайдений у Франції й Німеччині. Лесмезодон був хижий ссавець розміром з ласку.